# Ambush (U-Boot, 1947)
Die HMS Ambush (Schiffskennung P418, später S68) war ein U-Boot der Royal Navy, das zur Amphion-Klasse gehörte, die auch als A-Klasse oder als Acheron-Klasse bezeichnet wird. Die U-Boote der Amphion-Klasse wurden für den Einsatz in Fernost entwickelt, wo die Größe des Pazifischen Ozeans große Reichweite, hohe Oberflächengeschwindigkeit und relativen Komfort für die Besatzung zu wichtigen Merkmalen machte, um viel größere Patrouillenbereiche und längere Zeiträume auf See zu ermöglichen, als es die britischen U-Boote, die im Atlantik oder im Mittelmeer stationiert waren, nötig hatten.
Die Ambush war eines der sieben A-Klasse-Boote, die mit einem Schnorchel ausgestattet waren – diese wurden bis 1949 angebracht. Sie wurde am 13. März 1945 in der Werft von Vickers-Armstrong in Barrow-in-Furness, der einzigen U-Boot-Werft Großbritanniens, auf KIel gelegt, lief am 24. September 1945 vom Stapel und wurde am 22. Juli 1947 fertiggestellt. Wie bei allen Booten der Amphion-Klasse beginnt ihr Name mit dem Buchstaben A, ambush ist das englische Wort für Hinterhalt.

## Aufbau
Wie alle U-Boote der Amphion-Klasse hatte die Ambush eine Verdrängung von 1.360 Tonnen an der Oberfläche und 1.590 Tonnen unter Wasser. Sie hatte eine Gesamtlänge von 89,46 m, eine Breite von 6,81 m und einen Tiefgang von 5,51 m. Angetrieben wurde das U-Boot von zwei Admiralty-ML-Achtzylinder-Dieselmotoren mit einer Leistung von jeweils 2.150 PS (1.600 kW). Es enthielt auch vier Elektromotoren mit einer Leistung von jeweils 625 PS (466 kW), die zwei Wellen antrieben. Es konnte maximal 219 Tonnen Diesel bunkern, nahm aber normalerweise zwischen 159 und 165 Tonnen auf.
Das U-Boot hatte eine maximale Oberflächengeschwindigkeit von 18,5 Knoten (34,3 km/h) und eine Unterwassergeschwindigkeit von 8 Knoten (15 km/h). Getaucht konnte es 90 Seemeilen (170 km) mit 3 Knoten (5,6 km/h) oder 16 Seemeilen (30 km) mit 8 Knoten (15 km/h) fahren. Aufgetaucht war es in der Lage, 15.200 Seemeilen (28.200 km) mit 10 Knoten (19 km/h) oder 10.500 Seemeilen (19.400 km) mit 11 Knoten (20 km/h) zurück zu legen. Die Ambush war mit zehn Torpedorohren (21 Zoll, 53,3 cm), einem 10,2-cm-Schiffsgeschütz (QF, 4 Zoll, Mk XXIII), einer 2,0-cm-Maschinenkanone von Oerlikon und einem britischen Vickers-Maschinengewehr (.303) ausgerüstet. Die Torpedorohre waren an Bug und Heck angebracht, an Bord befanden sich zwanzig Torpedos. Die Besatzung bestand aus sechzig Mann.
Die Ambush war eines der sieben A-Klasse-Boote, die mit einem Schnorchel ausgestattet waren. 1948 nahm sie an Versuchen mit dem U-Boot-Schnorchel teil.

## Einsatzgeschichte
Nach der Indienststellung wurde die Ambush der 3. U-Boot-Flottille in Rothesay in Schottland zugeteilt.
In den frühen Nachkriegsjahren führte die Royal Navy den U-Boot-Schnorchel in die britische Marine ein, mit einer Reihe von Versuchen, die in ausgedehnten U-Boot-Einsätzen unter verschiedenen Wetterbedingungen mit dem Schnorchel durchgeführt wurden. Am 10. Februar 1948 brach die Ambush aus Rothesay zu einer ausgedehnten Unterwassererprobungsfahrt in arktischen Gewässern zwischen Jan Mayen und der Bäreninsel auf. Das U-Boot geriet in einen schweren Sturm, der die Ambush an die Oberfläche zwang, da sie in Schnorchelfahrt die Tauchtiefe nicht mehr ausreichend kontrollieren konnte. Sie kehrte am 18. März zur Basis zurück.
Im Jahr 1951 hörte und entschlüsselte die Ambush eine Notmeldung ihres Schwester-U-Boots Affray, die infolge eines Unfalls versank, wobei alle 75 Besatzungsmitglieder zu Tode kamen.
Im Jahr 1953 nahm sie an der Flottenparade teil, um die Krönung von Elisabeth II. zu feiern.
Im November 1959 wurde die Ambush der 10. U-Boot-Flottille in Singapur zugeteilt, wo sie bis zum 25. Juli 1967 verblieb.
Nach der Stilllegung wurde sie an die Thos W. Ward Ltd. verkauft, einen Konzern, der unter anderem Altmetall verwertet, und kam am 5. Juli 1971 nach Inverkeithing zum Abwracken.